# 19383 Rolling Stones
19383 Rolling Stones è un asteroide della fascia principale. Scoperto nel 1998, presenta un'orbita caratterizzata da un semiasse maggiore pari a 2,3093596 UA e da un'eccentricità di 0,1523703, inclinata di 6,79313° rispetto all'eclittica.